# Oxypyge benedictae
Oxypyge benedictae är en mångfotingart som beskrevs av Chamberlin 1925. Oxypyge benedictae ingår i släktet Oxypyge och familjen Rhinocricidae. Inga underarter finns listade i Catalogue of Life.